# Franco Cristaldo
Franco Sebastián Cristaldo (Morón, 15 de agosto de 1996) é um futebolista argentino naturalizado paraguaio que atua como meio-campista. Atualmente joga no Grêmio.

## Carreira

### Boca Juniors
Nascido em Morón, Buenos Aires, Cristaldo começou sua carreira nas categorias de base do Boca Juniors. Realizou sua estreia no time principal em 16 de novembro de 2014, entrando como substituto no segundo tempo em um empate fora de casa por 1 a 1 contra o Arsenal de Sarandí, pelo Campeonato Argentino.
Cristaldo foi definitivamente promovido ao elenco principal em janeiro de 2015, pelo técnico Rodolfo Arruabarrena. O jogador marcou seu primeiro gol profissional no dia 29 de março, marcando o último gol em uma vitória em casa por 3 a 0 contra o Estudiantes, pelo Campeonato Argentino.

### Elche
Em 11 de janeiro de 2016, Franco Cristaldo foi emprestado ao clube espanhol Elche, por um contrato até o final da temporada.

### Rayo Vallecano
Em agosto de 2016, foi emprestado ao Rayo Vallecano por uma temporada.

### Defensa y Justicia
Em julho de 2017, Franco Cristaldo foi emprestado ao Defensa y Justicia, por um contrato até o final da temporada.

### San Martín de San Juan
Em 15 de junho de 2018, foi oficializado o empréstimo de Franco Cristaldo ao San Martín de San Juan, por um contrato até o final da temporada.

### Central Córdoba
Em meados de 2019, Franco Cristaldo foi emprestado ao Central Córdoba, por um contrato até o final da temporada.

### Huracán
Em 26 de agosto de 2020, foi oficializada a contratação de Franco Cristaldo pelo Huracán, por um contrato de empréstimo até o final da temporada. Após ser um dos destaques do time, em 19 de novembro de 2021, o Huracán comprou o jogador em definitivo.

### Grêmio
Na noite de 22 de dezembro de 2022, o Grêmio anunciou a contratação de Cristaldo, com o jogador assinando contrato até 2026.
Em 2023, o jogador foi muito bem na sua primeira temporada pelo Grêmio, tendo conseguido fazer um duplo-duplo (famosa fala no basquete), com 11 gols e 13 assistências.

## Estatísticas
Atualizadas até 28 de julho de 2022
| Equipe             | Temporada         | Campeonato nacional | Campeonato nacional | Campeonato nacional | Copa nacional | Copa nacional | Copa nacional | Competições continentais[a] | Competições continentais[a] | Competições continentais[a] | Outros torneios[b] | Outros torneios[b] | Outros torneios[b] | Total | Total | Total   |
| Equipe             | Temporada         | Jogos               | Gols                | Assist.             | Jogos         | Gols          | Assist.       | Jogos                       | Gols                        | Assist.                     | Jogos              | Gols               | Assist.            | Jogos | Gols  | Assist. |
| ------------------ | ----------------- | ------------------- | ------------------- | ------------------- | ------------- | ------------- | ------------- | --------------------------- | --------------------------- | --------------------------- | ------------------ | ------------------ | ------------------ | ----- | ----- | ------- |
| Boca Juniors       | 2014–15           | 10                  | 1                   | 0                   | 0             | 0             | 0             | 4                           | 0                           | 0                           | —                  | —                  | —                  | 14    | 1     | 0       |
| Boca Juniors       | Total             | 10                  | 1                   | 0                   | 0             | 0             | 0             | 4                           | 0                           | 0                           | 0                  | 0                  | 0                  | 14    | 1     | 0       |
| Elche              | 2015–16           | 18                  | 1                   | 0                   | —             | —             | —             | —                           | —                           | —                           | —                  | —                  | —                  | 18    | 1     | 0       |
| Elche              | Total             | 18                  | 1                   | 0                   | 0             | 0             | 0             | 0                           | 0                           | 0                           | 0                  | 0                  | 0                  | 18    | 1     | 0       |
| Rayo Vallecano     | 2016–17           | 12                  | 1                   | 0                   | —             | —             | —             | —                           | —                           | —                           | —                  | —                  | —                  | 12    | 1     | 0       |
| Rayo Vallecano     | Total             | 12                  | 1                   | 0                   | 0             | 0             | 0             | 0                           | 0                           | 0                           | 0                  | 0                  | 0                  | 12    | 1     | 0       |
| Defensa y Justicia | 2017–18           | 9                   | 0                   | 0                   | 3             | 0             | 0             | —                           | —                           | —                           | —                  | —                  | —                  | 12    | 0     | 0       |
| Defensa y Justicia | Total             | 9                   | 0                   | 0                   | 3             | 0             | 0             | 0                           | 0                           | 0                           | 0                  | 0                  | 0                  | 12    | 0     | 0       |
| San Martín         | 2018–19           | 15                  | 0                   | 0                   | 2             | 0             | 0             | —                           | —                           | —                           | —                  | —                  | —                  | 17    | 0     | 0       |
| San Martín         | Total             | 15                  | 0                   | 0                   | 2             | 0             | 0             | 0                           | 0                           | 0                           | 0                  | 0                  | 0                  | 17    | 0     | 0       |
| Central Córdoba    | 2019–20           | 17                  | 0                   | 0                   | 4             | 0             | 0             | —                           | —                           | —                           | —                  | —                  | —                  | 21    | 0     | 0       |
| Central Córdoba    | Total             | 17                  | 0                   | 0                   | 4             | 0             | 0             | 0                           | 0                           | 0                           | 0                  | 0                  | 0                  | 21    | 0     | 0       |
| Huracán            | 2020              | —                   | —                   | —                   | 11            | 1             | 4             | —                           | —                           | —                           | —                  | —                  | —                  | 11    | 1     | 4       |
| Huracán            | 2021              | 25                  | 3                   | 4                   | 13            | 2             | 3             | —                           | —                           | —                           | —                  | —                  | —                  | 38    | 5     | 7       |
| Huracán            | 2022              | 24                  | 7                   | 7                   | 1             | 0             | 0             | —                           | —                           | —                           | —                  | —                  | —                  | 25    | 7     | 7       |
| Huracán            | Total             | 49                  | 10                  | 11                  | 25            | 3             | 7             | 0                           | 0                           | 0                           | 0                  | 0                  | 0                  | 74    | 13    | 18      |
| Total na carreira  | Total na carreira | 130                 | 13                  | 11                  | 34            | 3             | 7             | 4                           | 0                           | 0                           | 0                  | 0                  | 0                  | 168   | 16    | 18      |

- b. ^ Jogos da Copa Libertadores da América
- c. ^ Jogos amistosos e outros torneios

## Títulos
Boca Juniors
- Campeonato Argentino: 2015[carece de fontes?]
- Copa da Argentina: 2014–15[carece de fontes?]

Grêmio
- Campeonato Gaúcho: 2023[17] e 2024

- Recopa Gaúcha: 2023 e 2025

### Artilharias e prêmios individuais
Grêmio
- Campeonato Gaúcho: 2024 (6 gols)